# Aceratheriinae
Aceratheriinae Dollo, 1885 è una sottofamiglia estinta di rinoceronti endemici che erano presenti in Asia, Africa, Europa e Nord America durante l'Oligocene attraverso il Pliocene che viveva da 33,9 a 3,4 milioni di anni fa, esistente per circa 30,5 milioni di anni.

## Tassonomia
La sottofamiglia Aceratheriinae fu coniato da Louis Dollo nel 1885. Fu assegnato a Rhinocerotida da Codrea (1992); e a Rhinocerotidae da Prothero (1998), Antoine et al. (2000), Kaya e Heissig (2001), Sach e Heizmann (2001) e Deng (2005).
I seguenti generi sono quelli finora confermati:
- Aceratherium
- Acerorhinus
- Alicornops
- Aphelops
- Aprotodon
- Brachydiceratherium
- Brachypodella
- Brachypotherium
- Chilotherium
- Diaceratherium
- Dromoceratherium
- Floridaceras
- Galushaceras
- Hoploaceratherium
- Mesaceratherium
- Peraceras
- Persiatherium
- Plesiaceratherium
- Proaceratherium
- Prosantorhinus
- Shansirhinus
- Subchilotherium
- Teleoceras